# Wyżyczno
Wyżyczno (ukr. Вижично) – wieś na Ukrainie w rejonie kowelskim, obwodu wołyńskiego. W II Rzeczypospolitej miejscowość wchodziła w skład gminy wiejskiej Górniki w powiecie kowelskim województwa wołyńskiego. Po II wojnie światowej w skład wsi wszedł pobliski chutor Wysoka Niwa.
Do 2020 w rejonie ratnieńskim.